# 헤르보르와 헤이드레크의 사가

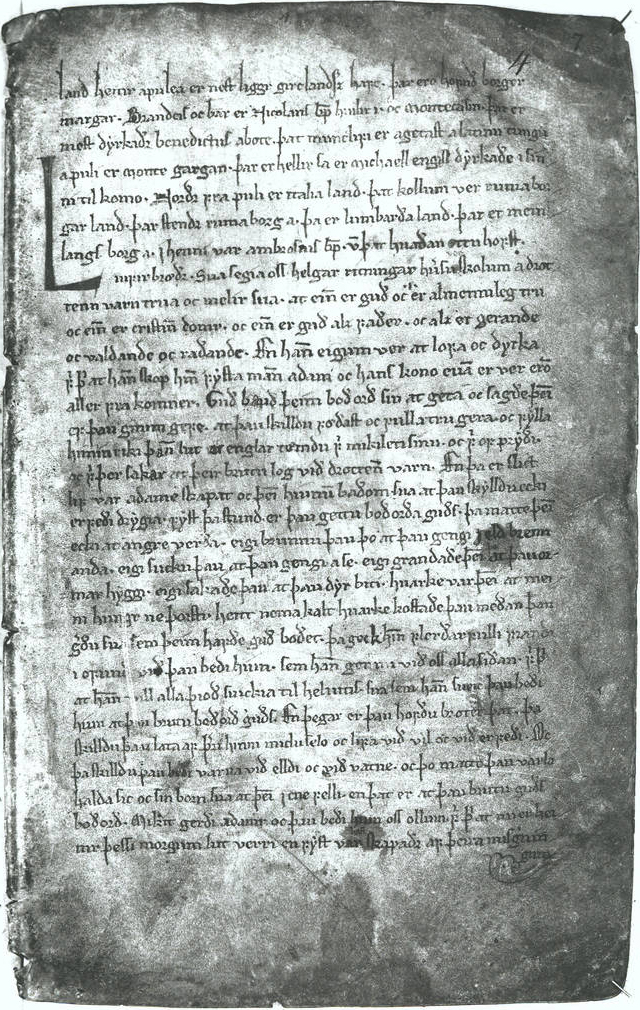

《헤르보르와 헤이드레크의 사가》(Hervarar saga ok Heiðreks 헤르바라르 사가 옥 헤이드레크스)는 13세기에 쓰인 포르날다르 사가이다. 문학적 가치 외에도 여러 가지 이유로 중요한 사가이다. 이 사가에는 4세기 훈족과 고트족의 전쟁 이야기가 다루어져 있으며, 마지막 부분은 중세 스웨덴의 왕사에 대한 사료가 된다.

## 줄거리
가르다리키(러시아)의 왕 스바프를라미가 드베르그 드발린과 두린을 협박해 티르핑이라는 검을 만든다. 드베르그들은 검을 뽑으면 사람을 죽여야만 한다는 저주를 건다. 그 뒤 스바프를라미는 볼름소에서 광전사 아른그림에게 죽고, 아르그림은 티르핑을 자기 아들 앙간튀르에게 준다. 앙간튀르는 삼쇠섬에서 스웨덴의 햘마르, 오르바르오드와 싸우다 죽는다. 티르핑은 앙간튀르의 시체와 함께 무덤 속에 묻혔는데, 그 뒤 앙간튀르의 딸인 스캴드메르 헤르보르가 죽은 아버지를 소환해 티르핑을 받아낸다. 티르핑은 헤르보르에게서 헤르보르의 아들인 레이드고탈란드의 왕 헤이드레크에게로 전해진다. 헤이드레크의 두 아들 앙간튀르와 흘로드는 아버지의 유산을 두고 싸움을 벌이고, 흘로드는 싸움에 훈족을 끌어들인다. 그러나 흘로드는 패배하고 죽임을 당한다.
앙간튀르는 헤이드레크 울프함(Heidhrekr Ulfhamr)이라는 아들을 낳았고, 그 아들은 오랫동안 레이드고탈란드의 왕으로서 나라를 다스렸다. 헤이드레크의 딸의 이름은 힐드(Hildr)였으며 힐드는 할프단 스냘리를 낳는다. 할프단 스냘리의 아들이 이바르 인 비드파드미다. 그 이후 이야기가 끝나고 이바르 이래의 스웨덴의 왕의 목록이 열거되는데, 실존했던 왕들도 있고 전설상의 인물도 있다. 목록은 필리프 할스텐손에서 끝난다. 이 목록은 사가의 다른 부분과는 별도로 만들어졌다가 나중에 추가된 것으로 생각된다.